# Кулиги (Костромская область)
Кулиги — село в Нерехтском районе Костромской области. Входит в состав Ёмсненского сельского поселения.

## География
Находится в юго-западной части Костромской области на расстоянии приблизительно 22 км на юго-восток по прямой от районного центра города Нерехта.

## История
Упоминается с 1654 года как сельцо, принадлежавшее частично стряпчему В. И. Родионову, частично С. Н. Годунову (родственник царя Бориса Годунова). В 1637 году часть села перешла Троице-Сергиеву монастырю. В 1654 году была построена деревянная Преображенская церковь, в 1794 каменная Покровская церковь (ныне не действует). В 1872 году было учтено 32 двора, в 1907 году отмечено было 40 дворов.

## Население
Постоянное население составляло 186 человек (1872 год), 195 (1897), 243 (1907), 0 в 2002 году, 3 в 2022.